# Graphe d'une fonction
Pour les articles homonymes, voir graphe.

Représentation du graphe de la fonction.

Le graphe d'une fonction f de E dans F est le sous-ensemble G de E×F formé par les couples d'éléments liés par la correspondance : 

## Fonctions numériques
Cet ensemble est appelé le graphe de f parce qu'il permet d'en donner une représentation graphique dans le cas usuel où E et F sont des ensembles de réels : en effet, on peut alors parfois représenter E et F sur deux axes sécants, chaque couple de G peut alors être représenté par un point dans le plan, muni d'un repère défini par les deux axes. On parle aussi de courbe représentative de la fonction.
Si E est le plan ℝ2 et F est l'ensemble des réels ℝ, le graphe de la fonction est une surface gauche dans l'espace euclidien à 3 dimensions.
Il est possible alors de se ramener à une représentation plane en considérant des courbes de niveau, c'est-à-dire en dessinant dans le plan de départ une carte altimétrique du relief de la surface gauche.
Dans le cas des fonctions complexes, E est le plan complexe C et F est aussi l'ensemble des complexes C. Le besoin de 4 dimensions rend la représentation graphique plus compliquée. Plusieurs méthodes existent, soit en utilisant deux graphes en 3 dimensions (parties réelle et imaginaire, module et argument), soit en utilisant un graphe en 2 dimensions associé à la coloration de régions.

## Tests des verticales et des horizontales
Test de la droite verticale
Une partie G de E×F est le graphe d'une fonction de E dans F si et seulement si pour tout élément x de E, G∩({x}×F) est un singleton ou vide.
C'est le graphe d'une application de E dans F si et seulement si pour tout x dans E, G∩({x}×F) est un singleton.
Test de la droite horizontale
Une fonction de E dans F de graphe G est injective si et seulement si pour tout élément y de F, G∩(E×{y}) est un singleton ou vide.
Elle est surjective si et seulement si pour tout y dans F, G∩(E×{y}) est non vide.
Une partie G de E×F est donc le graphe d'une bijection de E dans F si et seulement si pour tout x dans E, G∩({x}×F) est un singleton et pour tout y dans F, G∩(E×{y}) est un singleton.

## Topologie
Lorsque E et F sont des espaces topologiques, F étant séparé, si l'application f est continue alors son graphe est fermé dans E×F. La réciproque est fausse, comme en témoigne l'application de ℝ dans ℝ qui à x associe 0 si x ≤ 0 et 1/x si x > 0. Elle est vraie cependant si F est compact (ou même seulement quasi-compact). Ces deux implications se généralisent aux fonctions multivaluées.